# Michael Storer
Michael J. Storer (* 28. února 1997) je australský profesionální silniční cyklista jezdící za UCI ProTeam Tudor Pro Cycling Team.

## Kariéra
Storer se zúčastnil Vuelty a España v letech 2018, 2019 a 2020, avšak bez větších úspěchů.
V květnu 2021 se Storer poprvé v kariéře zúčastnil Gira d'Italia. Závod, který absolvoval v roli domestika Romaina Bardeta, dokončil na 31. místě. Bardet dojel na sedmém místě v celkovém pořadí.
Na Vueltě a España 2021 Storer vyhrál sedmou etapu, svou první etapu na Grand Tours, a o pár dní později i desátou etapu. Stal se tak druhým Australanem po Michaelu Matthewsovi, který vyhrál více než 1 etapu na Vueltě. Po etapách 7 a 18 získal cenu bojovnosti. Ve druhé jmenované etapě, v níž toto ocenění získal, jel 70 km sám na čele závodu, ale byl chycen na posledním stoupání. Díky tomu se stal novým lídrem vrchařské soutěže a své vedení si udržel až do cíle. Stal se tak prvním australským vítězem vrchařské soutěže od roku 2012, kdy vyhrál Simon Clarke.

## Hlavní výsledky
2014
Mistrovství Oceánie
 vítěz časovky juniorů
5. místo silniční závod juniorů
Mistrovství světa
 3. místo časovka juniorů
3. místo Trofeo Buffoni
2015
Mistrovství Oceánie
 vítěz časovky juniorů
5. místo silniční závod juniorů
Národní šampionát
 vítěz silničního závodu juniorů
Aubel–Thimister–La Gleize
4. místo celkově
vítěz 3. etapy
2016
Mistrovství Oceánie
 vítěz silničního závodu do 23 let
 3. místo časovka do 23 let
4. místo silniční závod
vítěz Gran Premio di Poggiana
Národní šampionát
5. místo silniční závod do 23 let
5. místo Chrono Champenois
Tour de l'Avenir
7. místo celkově
2017
vítěz Gran Premio Industrie del Marmo
Toscana-Terra di Ciclismo
vítěz etapy 1a (TTT)
An Post Rás
vítěz 4. etapy
Mistrovství Oceánie
 2. místo silniční závod do 23 let
4. místo časovka do 23 let
2. místo Gran Premio di Poggiana
Národní šampionát
3. místo časovka do 23 let
Giro della Valle d'Aosta
3. místo celkově
4. místo Gran Premio Palio del Recioto
Herald Sun Tour
5. místo celkově
8. místo Giro del Belvedere
Tour de l'Avenir
9. místo celkově
2018
Tour de Yorkshire
5. místo celkově
Kolem Slovinska
5. místo celkově
2020
Herald Sun Tour
7. místo celkově
2021
Tour de l'Ain
 celkový vítěz
 vítěz bodovací soutěže
 vítěz vrchařské soutěže
vítěz 3. etapy
Vuelta a España
 vítěz vrchařské soutěže
vítěz etap 7 a 10
 cena bojovnosti po etapách 7 a 18
2022
Tour of the Alps
2. místo celkově
3. místo Mont Ventoux Dénivelé Challenge
10. místo Giro dell'Emilia
2023
Tour de l'Ain
 celkový vítěz
 vítěz bodovací soutěže
vítěz 3. etapy
Tour du Limousin
3. místo celkově
Vuelta a España
 cena bojovnosti po 13. etapě
2024
6. místo UAE Tour
7. místo Tour of the Alps
Giro d'Italia
10. místo celkově

### Výsledky na Grand Tours
| Grand Tour      | 2018 | 2019 | 2020 | 2021 | 2022 | 2023 | 2024 |
| --------------- | ---- | ---- | ---- | ---- | ---- | ---- | ---- |
| Giro d'Italia   | —    | —    | —    | 31   | —    | —    | 10   |
| Tour de France  | —    | —    | —    | —    | 34   | —    |      |
| Vuelta a España | 117  | 99   | 40   | 40   | —    | 45   |      |

| —   | Nezúčastnil se |
| DNF | Nedokončil     |